# Jean Van Put
Jean Marie Emile Van Put (Antwerpen, 16 november 1844 - Lint, 20 september 1896) was een Belgisch ondernemer en politicus voor de Meetingpartij / Katholieke Partij.

## Biografie
Jean Van Put was een zoon van graanhandelaar Jozef Cornelis Van Put, burgemeester van Antwerpen, en Marie-Henriette Van Steven. Hij trouwde met Marie Spruyt. Hij was een schoonbroer van Jules de Burlet, premier.
Hij volgde zijn vader op aan de leiding van de graanhandel J.C. Van Put et Compagnie.
In 1884 werd Van Put verkozen tot katholiek senator voor het arrondissement Antwerpen en vervulde dit mandaat tot in 1896.
Hij was lid van de algemene raad van de Algemene Spaar- en Pensioenkas (1887-1896) en voorzitter van de Hoge Raad van de Nijverheid en Handel (1894-1895).